# 3580 Ейвері
3580 Ейвері (3580 Avery) — астероїд головного поясу, відкритий 15 лютого 1983 року.
Тіссеранів параметр щодо Юпітера — 3,259.